# Samonaprowadzanie aktywne
Samonaprowadzanie aktywne – jedna z grup układów samonaprowadzania pocisków kierowanych na cel. Samonaprowadzanie aktywne polega na ciągłym opromienianiu celu falami elektromagnetycznymi przez nadajnik znajdujący się w pocisku i odbieraniu fal odbitych od celu przez układ odbiorczy znajdujący się również w pocisku.